# Micrasema servatum
Micrasema servatum är en nattsländeart som först beskrevs av Luisa Eugenia Navas 1918.  Micrasema servatum ingår i släktet Micrasema och familjen bäcknattsländor. Inga underarter finns listade i Catalogue of Life.